# NGC 3007
NGC 3007 est une galaxie lenticulaire vue par la tranche et située dans la constellation du Sextant. NGC 3007 a été découverte par l'astronome français Édouard Stephan en 1885.

## Caractéristiques
Sa vitesse par rapport au fond diffus cosmologique est de 6 866 ± 39 km/s, ce qui correspond à une distance de Hubble de 101,3 ± 7,1 Mpc (∼330 millions d'al).